# Spencer Shay
Spencer Shay is een personage uit de Amerikaanse televisieserie iCarly van Nickelodeon, gespeeld door Jerry Trainor. Van 2021 tot en met 2023 was het personage te zien de vernieuwde iCarly voor volwassene op streamingdienst Paramount+.

## Biografie
Spencer is de 26-jarige broer van Carly Shay en haar wettelijke voogd. Hij heeft school verlaten om een kunstenaar te worden. Hij is aardig, een beetje gek en zorgzaam en zijn bijnaam is Spence. Hij is nog steeds single, tenminste, dat wordt afgeleid uit verschillende afleveringen waar hij met meiden date en flirt. Hij gaat ook vaak naar het auto-kerkhof, waar hij onderdelen haalt voor beelden die hij maakt.En in een aflevering van iCarly zegt een helderziende dat hij een alien als vriendin krijgt.